# Каанаак
Каанаак (на датски: Qaanaaq), старо име Туле, е град в Гренландия, община Каасуицуп и най-голямото селище в северната част на острова.
С население от 626 души към 2010 Каанаак е 2-рото най-населено най-северно постоянно селище, задминато единствено от Лонгирбюен на остров Шпицберген, Норвегия. Единственото селище в Гренландия, разположено още по̀ на север, е Сиорапалук, което има население от 68 души.
Мнозинството от жителите на Каанаак говорят формата аванерсуак на инуитския език, наричан там още гренландски, а също така и официалния датски.
Средната януарска температура в Каанаак е -20 °C, а средната юлска е +7 °C, като през зимата температурите могат да падат до -35 °C, а през лятото да достигат +15 °C.
В селището има училище, болница, 2 магазина, музей и хотел. В близост до градчето се намира най-високата конструкция на остров Гренландия – 378-метровата радиокула Туле.
Най-удобният и бърз достъп до Каанаак е със самолет; редовни полети се осъществяват от местния превозвач „Еър Грийнланд“ от Илулиссат и Каарсут.
Населението на Каанаак е заето основно в промишления риболов. Символът на селището е нарвалът.